# اوپسیلون شکارچی
اوپسیلون شکارچی یک ستاره است که در صورت فلکی شکارچی قرار دارد.